# Счастливка (Орловская область)
Счастливка — деревня в Мценском районе Орловской области России. Входит в состав Аникановского сельского поселения.

## История
В деревне располагалась церковно-приходская школа монастыря Рождества Пресвятой Богородицы.

## География
Деревня находится в северной части Орловской области, в лесостепной зоне, в пределах центральной части Среднерусской возвышенности, к юго-востоку от реки Оки, на расстоянии примерно 9 километров (по прямой) к западу от города Мценска, административного центра района. Абсолютная высота — 214 метров над уровнем моря.
Климат характеризуется как умеренно континентальный с умеренно морозной зимой и теплым, иногда жарким летом. Средняя многолетняя температура самого холодного месяца — января, составляет −9,4°С, температура самого теплого +19°С.
Часовой пояс
Деревня Счастливка, как и вся Орловская область, находится в часовой зоне МСК (московское время). Смещение применяемого времени относительно UTC составляет +3:00.

## Население
| 2010 |
| ---- |
| 38   |

Половой состав
По данным Всероссийской переписи населения 2010 года в гендерной структуре населения мужчины составляли 44,7 %, женщины — соответственно 55,3 %.
Национальный состав
Согласно результатам переписи 2002 года, в национальной структуре населения русские составляли 95 % из 39 чел.